# Saki Shimizu
Saki Shimizu (清水 佐紀 Shimizu Saki?,  nacida el 22 de noviembre de 1991 en la  Prefectura de Kanagawa, Japón) es una actriz y cantante japonesa, miembro del grupo de Berryz Kōbō. Su carrera empezó en 2002 cuando pasó la prueba de audición para el grupo Hello! Project Kids, un conjunto musical formado solo por chicas adolescentes que pertenece al Hello! Project. Desde entonces, ha sido cantante de dicho grupo y ha llegado a formar parte de dos grupos más pequeños formados también por miembros de Hello! Project Kids, Berryz Kōbō y ZYX.

## Historia
En 2002, Shimizu superó con éxito la prueba para entrar en el Hello! Project Kids. En la actualidad, es la capitana de Berryz Kōbō.
Como miembro de Berryz Kōbō, participa también en el programa semanal de radio del grupo, Berryz Kobo Kiritsu! Rei! Chakuseki!.
En ese mismo año, fue aceptada como uno de los principales personajes de "Koinu Dan no Monogatari". Muchos de los miembros del Hello! Project Kids y Morning Musume participaron en esa película.
En 2003, Shimizu fue elegida para unirse al grupo ZYX, formado por cinco Hello! Project Kids y Mari Yaguchi, que actuaba como mentora. Hicieron dos sencillos: «Iku ZYX! Fly High» y «Shiroi Tokyo». Estuvieron en activo hasta 2004, cuando Saki y Momoko Tsugunaga fueron seleccionadas para ser miembros de Berryz Kōbō.
En 2004, todos los componentes del Hello! Project participaron en una gran reunión que produjeron un sencillo, «All For One & One For All!». Esta canción está considerada como uno de los temas de Hello! Project.
El 31 de diciembre de 2006, Shimizu participó en la 57.ª edición del Kōhaku Uta Gassen como parte de los bailarines que acompañaban la interpretación de la canción «Aruiteru» de Morning Musume, junto con el resto de miembros de Berryz Kōbō, Country Musume y Cute.
En 2008, Shimizu pasó a formar parte del nuevo grupo de Hello! Project, High King Este grupo se presentó con el sencillo "C\C (Cinderella Complex) (Ｃ＼Ｃ (シンデレラ＼コンプレックス)?), para promocionar el Cinderella Musical de Morning Musume.
En 2009, Tsunku, el productor de Hello! Project, fue a Corea del Sur anunciando su intención de realizar audiciones. Lo acompañaron algunos miembros del Hello! Project, entre ellos Shimizu, Ai Takahashi, Risa Niigaki, Reina Tanaka, Linlin y Maimi Yajima.
El 3 de marzo de 2015 se graduó de Berryz Koubou junto a todas las del grupo excepto Momoko Tsugunaga que estuvo para Country Girls hasta 2017

## Trabajos

### Películas
- Koinu Dan no Monogatari (2002)
- Promise Land ~Clovers no Daibōken~ (2004)

### Radio
- Berryz Kobo Kiritsu! Rei! Chakuseki! (30 de marzo de 2005 – 31 de marzo de 2009)

- Berryz Kobo Beritsuu! (10 de abril de 2009 – current) (Coprotagonistas: Tokunaga Chinami y Sudo Maasa)

### Internet
- 8th Hello Pro Video Chat (Hello! Project on Flets) (2 de mayo de 2005)

berryz koubou HAWAI.